# Колінда Грабар-Китарович
Колі́нда Гра́бар-Кита́рович (нар. 29 квітня 1968, м. Рієка, СР Хорватія) — хорватська політична діячка, дипломатка, президент Хорватії з 2015 до 2020 року, у минулому — помічниця Генерального секретаря НАТО з питань публічної дипломатії, міністр закордонних справ Хорватії (2005–2008).

## Життєпис
Пані посол Колінда Грабар-Китарович обійняла посаду заступника Генерального секретаря НАТО з питань публічної дипломатії 4 липня 2011 р. Раніше обіймала посаду міністра закордонних справ і європейської інтеграції Хорватії та, зовсім недавно, посла Хорватії у США (2008–2011). Пані посол Грабар-Китарович є спеціалістом з євроатлантичної дипломатії та питань безпеки.
Народилася в Рієці (тоді — СР Хорватія). Має ступінь магістра з міжнародних відносин факультету політичних наук Загребського університету. Була також стипендіаткою Програми Фулбрайта в Університеті Джорджа Вашингтона, стипендіаткою Луксіч у Школі державного управління ім. Кеннеді Гарвардського університету і гостьовим науковим співробітником в Школі поглиблених міжнародних досліджень (SAIS) імені Пола Г. Нітце Університету Джонса Гопкінса у Вашингтоні. Розпочала свою кар'єру 1992 року на посаді радника Департаменту міжнародного співробітництва Міністерства науки і технології Хорватії і пізніше — радника у Міністерстві закордонних справ.
1995 року посол Грабар-Китарович стала директоркою північноамериканського департаменту МЗС, а з 1997 до 2000 року працювала дипломатичною радницею і заступницею посла в посольстві Хорватії в Канаді. Потім повернулася в МЗС як радниця-посланниця.
У листопаді 2003 року Грабар-Китарович обрали до парламенту Хорватії, а у грудні 2003 року обійняла посаду міністра з питань європейської інтеграції. У лютому 2005 р. склала присягу як міністр закордонних справ Хорватії, і її основним завданням стало спрямування країни в Європейський Союз і НАТО.
На президентських виборах наприкінці 2014 — на початку 2015 року балотувалася від тодішньої основної опозиційної партії країни, за результатами першого туру впритул наблизилась до лідера перегонів — тогочасного президента Йосиповича, якого перемогла в другому турі, ставши першою жінкою на посаді президента Хорватії.
Колінда Грабар-Китарович володіє хорватською, англійською, іспанською та португальською мовами.
Вона стала першою жінкою в історії, призначеною заступником Генерального секретаря НАТО.

## Ім'я
Майбутня очільниця держави дістала своє ім'я від назви пісні 1967 року «Colinda» хорватської співачки Зденки Вучкович. Зденка, у свою чергу, взяла назву від однойменної пісні 1964 року канадської співачки у стилі «кантрі» Люсіль Старр. В англомовному світі вважається, що жіноче ім'я «Колінда» (англ. Colinda/Kolinda) рідкісне та архаїчне і, можливо, утворилося як жіноча форма від чоловічого імені «Колін» (англ. Colin).